# بطولة العالم لكرة اليد للرجال 2003
بطولة العالم لكرة اليد للرجال 2003 ، أقيمت من 20 يناير - 2 فبراير في البرتغال .

## المنتخبات المتأهلة
المجموعة الأولى :  الكويت,  المغرب,  بولندا,  إسبانيا,  تونس,  يوغوسلافيا.
المجموعة الثانية :  أستراليا,  ألمانيا,  جرينلاند,  آيسلندا,  البرتغال,  قطر.
المجموعة الثالثة :  الأرجنتين,  كرواتيا,  فرنسا,  المجر,  روسيا,  السعودية.
المجموعة الرابعة :  الجزائر,  البرازيل,  الدنمارك,  مصر,  سلوفينيا,  السويد.

## الترتيب النهائي
1. كرواتيا
2. ألمانيا
3. فرنسا
4. إسبانيا
5. روسيا
6. المجر
7. آيسلندا
8. يوغوسلافيا
9. الدنمارك
10. بولندا
11. سلوفينيا
12. البرتغال
13. السويد
14. تونس
15. مصر
16. قطر
17. الأرجنتين
18. الجزائر
19. السعودية
20. الكويت
21. أستراليا
22. البرازيل
23. المغرب
24. جرينلاند